# You’re Movin’ Out Today
«You’re Movin’ Out Today» (или «You’re Moving Out Today») — песня, написанная Кэрол Байер-Сейджер, Бетт Мидлер и Брюсом Робертсом в 1976 году. Двое из авторов, Байер-Сейджер и Мидлер, выпустили данную песню в качестве сингла почти одновременно.

## Версия Бетт Мидлер
Версия Мидлер стала лид-синглом в поддержку её концертного альбома Live at Last, несмотря на то, что она была студийной записью. Её версия достигла 42-го места в Billboard Hot 100, а также 67-го места в поп-чарте Канады. В чартах adult contemporary песня заняла 11-е место в США и 9-е — в Канаде.
Песня была включена в сборники The Best of Bette (1978), The Best of Bette (1981) и Just Hits (1987).

### Отзывы критиков
Джим Эванс из Record Mirror написал, что ему понравится голос Мидлер, но в этой песне нет ничего особенного.

### Позиции в хит-парадах
| Хит-парад (1977)                   | Высшая позиция |
| ---------------------------------- | -------------- |
| Канада (RPM Top Singles)           | 67             |
| Канада (RPM Adult Contemporary)    | 9              |
| США (Billboard Hot 100)            | 42             |
| США (Billboard Adult Contemporary) | 11             |
| США (Cash Box Top 100)             | 62             |

## Версия Кэрол Байер-Сейджер
Байер-Сейджер выпустила сингл в качестве своего дебютного, несмотря на то что она уже давно писала песни для других артистов. Песня вошла в её дебютный студийный альбом Carole Bayer Sager. Песня стала популярной за пределами США, достигнув шестого места в Великобритании и проведя четыре недели на первом месте в Австралии.

### Позиции в хит-парадах
| Хит-парад (1977)                   | Высшая позиция |
| ---------------------------------- | -------------- |
| Австралия (Kent Music Report)      | 1              |
| Великобритания (OCC UK Singles)    | 6              |
| Канада (RPM Top Singles)           | 49             |
| Новая Зеландия (Recorded Music NZ) | 30             |
| США (Cash Box Top 100)             | 57             |